# Dall-Gletscher
Der Dall-Gletscher ist ein 35 km langer Talgletscher in der Alaskakette in Alaska (USA). 

## Geografie
Das Nährgebiet des Gletschers befindet sich an der Südostflanke des Mount Russell auf etwa 1800 m. Der Dall-Gletscher strömt in einem Bogen, anfangs in Richtung Westsüdwest und schließlich nach Südsüdost. Das 370 km² große Einzugsgebiet des Dall-Gletschers reicht über seine Tributärgletscher bis zum südwestlich gelegenen Mount Dall. Die obere Hälfte des Gletschers befindet sich innerhalb des Denali-Nationalparks, die untere im Denali National Preserve. Das untere Gletscherende liegt auf einer Höhe von ungefähr 200 m unterhalb des Yentna-Gletschers am Westufer des East Fork Yentna River.